# Pereš
Pereš (ungarisch Peres) ist ein Stadtteil von Košice, im Okres Košice II in der Ostslowakei westlich der Innenstadt.
Der sehr junge Stadtteil entstand erst 1937, als hier mit dem Bau einer Wohnsiedlung begonnen wurde.

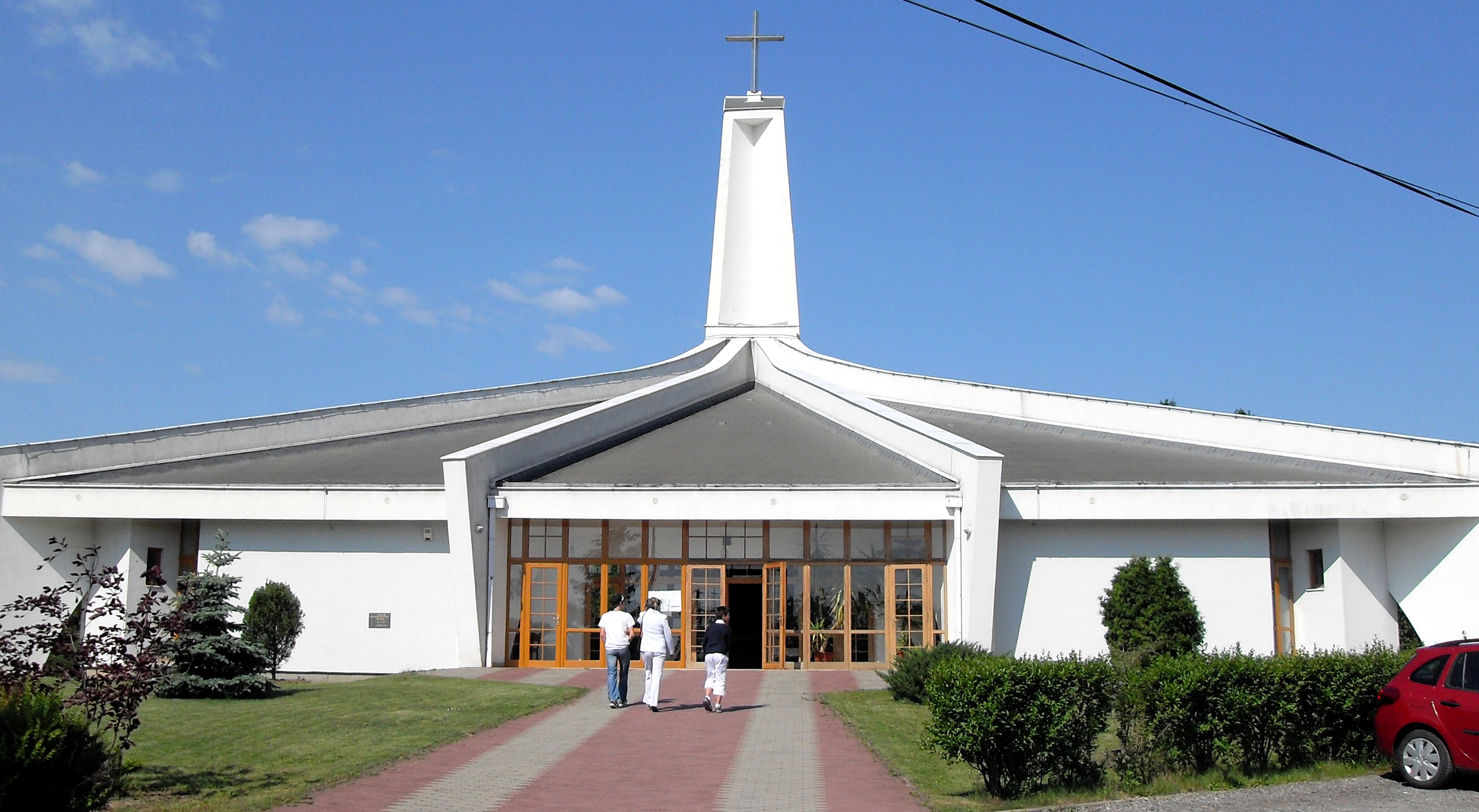
Dreifaltigkeitskirche Pereš

## Bevölkerung
Nach der Volkszählung 2011 wohnten im Stadtteil Pereš 1553 Einwohner, davon 1113 Slowaken, 37 Magyaren, 13 Russinen, 10 Tschechen, sechs Deutsche, jeweils drei Bulgaren und Ukrainer, zwei Russen und ein Mährer. 11 Einwohner gaben eine andere Ethnie an und 353 Einwohner machten keine Angabe zur Ethnie.
620 Einwohner bekannten sich zur römisch-katholischen Kirche, 96 Einwohner zur griechisch-katholischen Kirche, 71 Einwohner zur apostolischen Kirche, 48 Einwohner zur Evangelischen Kirche A. B., 27 Einwohner zur reformierten Kirche, 17 Einwohner zu den Zeugen Jehovas, 14 Einwohner zur orthodoxen Kirche, neun Einwohner zur evangelisch-methodistischen Kirche,  vier Einwohner zu den Siebenten-Tags-Adventisten, drei Einwohner zu den Baptisten, zwei Einwohner zur Brüderbewegung und ein Einwohner zur altkatholischen Kirche. Neun Einwohner bekannten sich zu einer anderen Konfession, 229 Einwohner waren konfessionslos und bei 403 Einwohnern wurde die Konfession nicht ermittelt.